# Kan Bahlam I
Kan Bahlam I znany też jako Chan Bahlum I (ur. 18 września 524, zm. 1 lutego 583) – majański władca miasta Palenque i następca Ahkal Mo’ Nahba II. Panował w latach 572-583 i był pierwszym władcą Palenque, który użył tytułu k’inich oznaczającego w dosłownym tłumaczeniu „słońce”, co stanowi odniesienie do boga słońca.
Ponieważ urodził się rok po Ahkal Mo’ Nahbie II przyjmuje się, że był on jego bratem i przypuszczalnie synem K’an Joy Chitama I. Na tron wstąpił po 624 dniach od śmierci poprzedniego władcy, być może dlatego, że nie pozostawił on następcy, choć dokładne przyczyny nie są znane.
Jego rządy upamiętniono m.in. na wschodniej ścianie Świątyni Inskrypcji w Palenque oraz na sarkofagu Pakala Wielkiego, gdzie wyryto jego imię oraz wizerunek. Jest także ostatnim królem, którego wymienia tekst ze Świątyni Krzyża powstały na zlecenie jego imiennika Kan Bahlama II. Z tekstów wiadomo, że w 572 roku brał udział w uroczystości z okazji końca k’atuna 9.7.0.0.0 (jednego z okresów w kalendarzu Majów), a w 578 roku celebrował zakończenie 5 tuny („roku”).
Był pierwszym władcą, który posługiwał się honorowym tytułem k’inich, lecz zwykle był nazywany tylko imieniem.
Zmarł 1 lutego 583 roku w wieku 59 lat  po jedenastoletnim panowaniu.  Prawdopodobnie nie pozostawił męskiego potomka, więc jego następczynią została Yohl Ik’nal. Była pierwszą władczynią Palenque i jak się przypuszcza także córką.